# Henk Ooms
Hendrik „Henk” Ooms (ur. 18 marca 1916 w Halfweg, zm. 6 grudnia 1993 w Hadze) – holenderski kolarz torowy, wicemistrz olimpijski i brązowy medalista torowych mistrzostw świata.

## Kariera
Pierwszy sukces w karierze Henk Ooms osiągnął w 1936 roku, kiedy wspólnie z Bernardem Leene zdobył srebrny medal w wyścigu tandemów podczas igrzysk olimpijskich w Berlinie. Na rozgrywanych rok później mistrzostwach świata w Kopenhadze Ooms zajął trzecie miejsce w sprincie indywidualnym amatorów, ulegając jedynie swemu rodakowi Jefowi van de Vijverowi oraz Francuzowi Pierre'owi Georgetowi. Ponadto w 1944 roku Henk Ooms zdobył srebrny medal mistrzostw Holandii w sprincie indywidualnym zawodowców.
Jego ojciec - Willem Ooms również był kolarzem.